# Knooppunt Brøndby
Knooppunt Brøndby (Deens: Motorvejskryds Brøndby) is een knooppunt in de Deense hoofdstad Kopenhagen tussen de Holbækmotorvejen richting Roskilde en Kopenhagen en de Motorring 3, een ringweg van Kopenhagen. Het knooppunt is genoemd naar de plaats Brøndby, die in de buurt van het knooppunt ligt.
Het knooppunt is uitgevoerd als een klaverturbine. Tussen Roskilde en Helsingør ligt een directe verbindingsboog.
| Aansluitende wegen   | Aansluitende wegen     | Aansluitende wegen | Aansluitende wegen | Aansluitende wegen |
| -------------------- | ---------------------- | ------------------ | ------------------ | ------------------ |
|                      |                        | richting Helsingør |                    |                    |
|                      |                        |                    |                    |                    |
| 21 richting Roskilde | 21 richting Kopenhagen |                    |                    |                    |
|                      |                        |                    |                    |                    |
|                      |                        | richting Køge      |                    |                    |

Aalborg Centrum · Aalborg Nord · Aalborg Syd · Århus Nord · Århus Syd · Århus Vest · Avedøre · Ballerup · Brøndby · Fredericia · Gladsaxe · Herning · Herning Syd · Ishøj · Kliplev · Køge Vest · Kolding · Kolding Vest · Kongens Lyngby · Nørresundby Centrum · Odense · Rødovre · Skærup · Taastrup · Vallensbæk · Vendsyssel